# Microrégion du sertão de Cratéus
 (février 2025).
Si vous disposez d'ouvrages ou d'articles de référence ou si vous connaissez des sites web de qualité traitant du thème abordé ici, merci de compléter l'article en donnant les références utiles à sa vérifiabilité et en les liant à la section « Notes et références ».

Localisation de la microrégion du sertão de Cratéus

La microrégion du sertão de Cratéus est l'une des quatre microrégions qui subdivisent la mésorégion des sertões cearenses, dans l'État du Ceará au Brésil.
Elle comporte 9 municipalités qui regroupaient 240 013 habitants en 2006 pour une superficie totale de 12 831 km2.

## Municipalités[1]
- Ararendá
- Crateús
- Independência
- Ipaporanga
- Monsenhor Tabosa
- Nova Russas
- Novo Oriente
- Quiterianópolis
- Tamboril